# Conte di Saldaña
Conte di Saldaña è un titolo nobiliare spagnolo creato dai Re Cattolici il 22 luglio 1479 per Juan López de Mendoza, figlio maggiore e presunto erede del Duca dell'Infantado. Il suo nome si riferisce alla città di Saldaña, nella Provincia di Palencia.

## Storia
La Contea di Saldaña fu nel Medioevo una signoria giurisdizionale di proprietà di Diego Muñoz, che si alleò con Fernán González, conte di Castiglia, in contrasto con il suo signore naturale, il re Ramiro II di León.
Il 22 luglio 1475, i Re Cattolici Fernando e Isabella concessero il Ducato dell'Infantado a Diego Hurtado de Mendoza, al quale concessero, nel 1479, pure la signoria di Saldaña, con il rango di Contea, affinché questo titolo fosse portato dagli eredi del Ducato.
In quel tempo, erede di Diego Hurtado de Mendoza, già divenuto I duca dell'Infantado, era Juan López de Mendoza, che divenne così I conte di Saldaña; questi morì giovane, cosicché divenne II conte di Saldaña suo fratello Íñigo López de Mendoza, che in seguito fu anche II duca dell'Infantado.
Il titolo di conte di Saldaña, assieme al titolo di marchese di Santillana, è stato portato da tutti gli eredi del Ducato dell'Infantado, che lo mantenevano, anche se già divenuti duchi, fino a quando non lo cedevano al rispettivo erede presunto; questa tradizione durò quasi quattrocentro anni, fino al XV duca, Mariano Téllez-Girón y Beaufort Spontin, XVIII conte di Saldaña, che morì conservando questo titolo, poiché non aveva figli e la successione presentava difficoltà, tanto che poi i suoi numerosi titoli furono ripartiti fra i suoi familiari.
Il Ducato dell'Infantado fu assegnato a Andrés Avelino de Arteaga y Silva, pronipote di Mariano Téllez-Girón y Beaufort, che divenne pertanto il XVI duca. Nel 1893 il re Alfonso XIII riabilitò la Contea di Saldaña, cosicché Andrés Avelino de Arteaga y Silva divenne il XIX conte, titolo che poi trasmise nuovamente assieme al Ducato dell'Infantado ai suoi discendenti, fino a Íñigo de Arteaga y del Alcázar, dall'anno 2002 attuale conte di Saldaña.

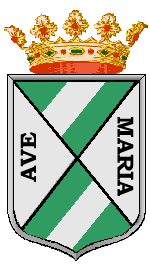
Stemma della città di Saldaña (Palencia).

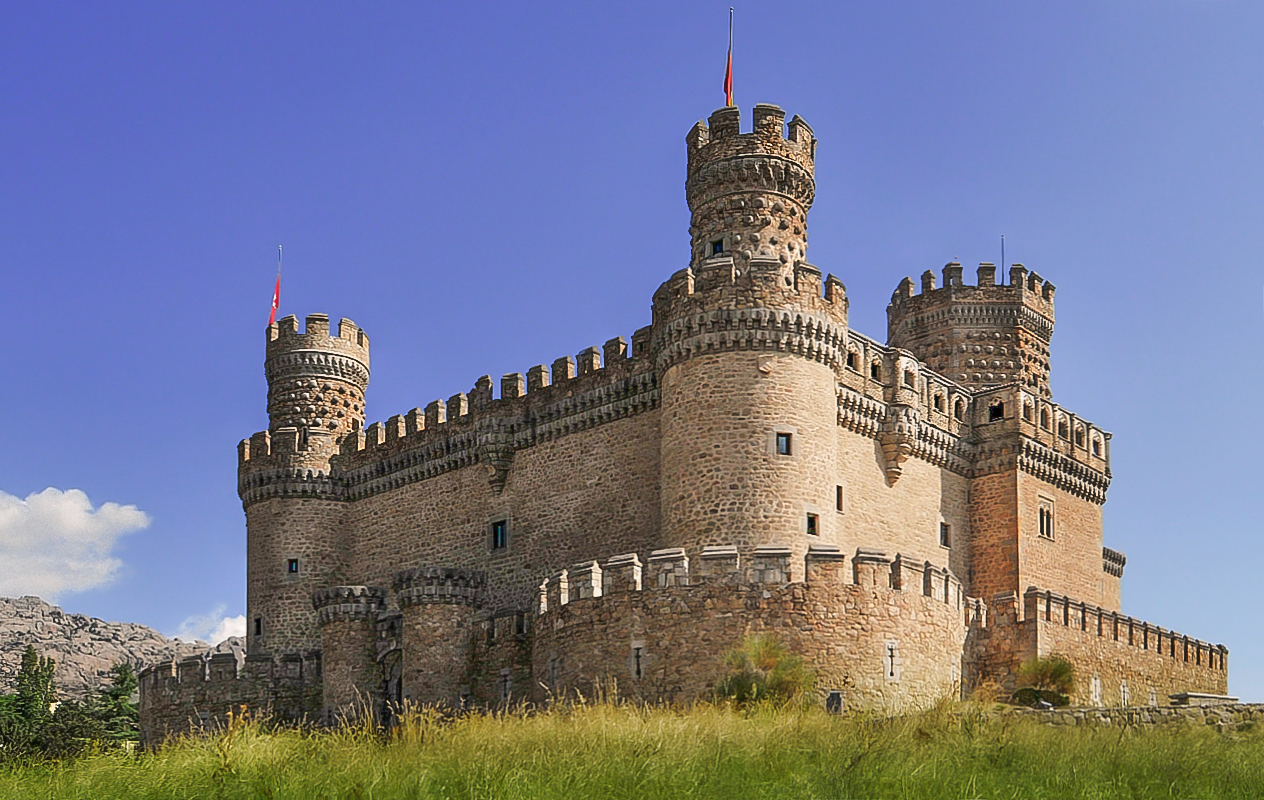
Castillo de Manzanares el Real (Madrid). Costruito nel XV secolo dai duchi dell'Infantado, conti di Saldaña e conti del Real di Manzanares.

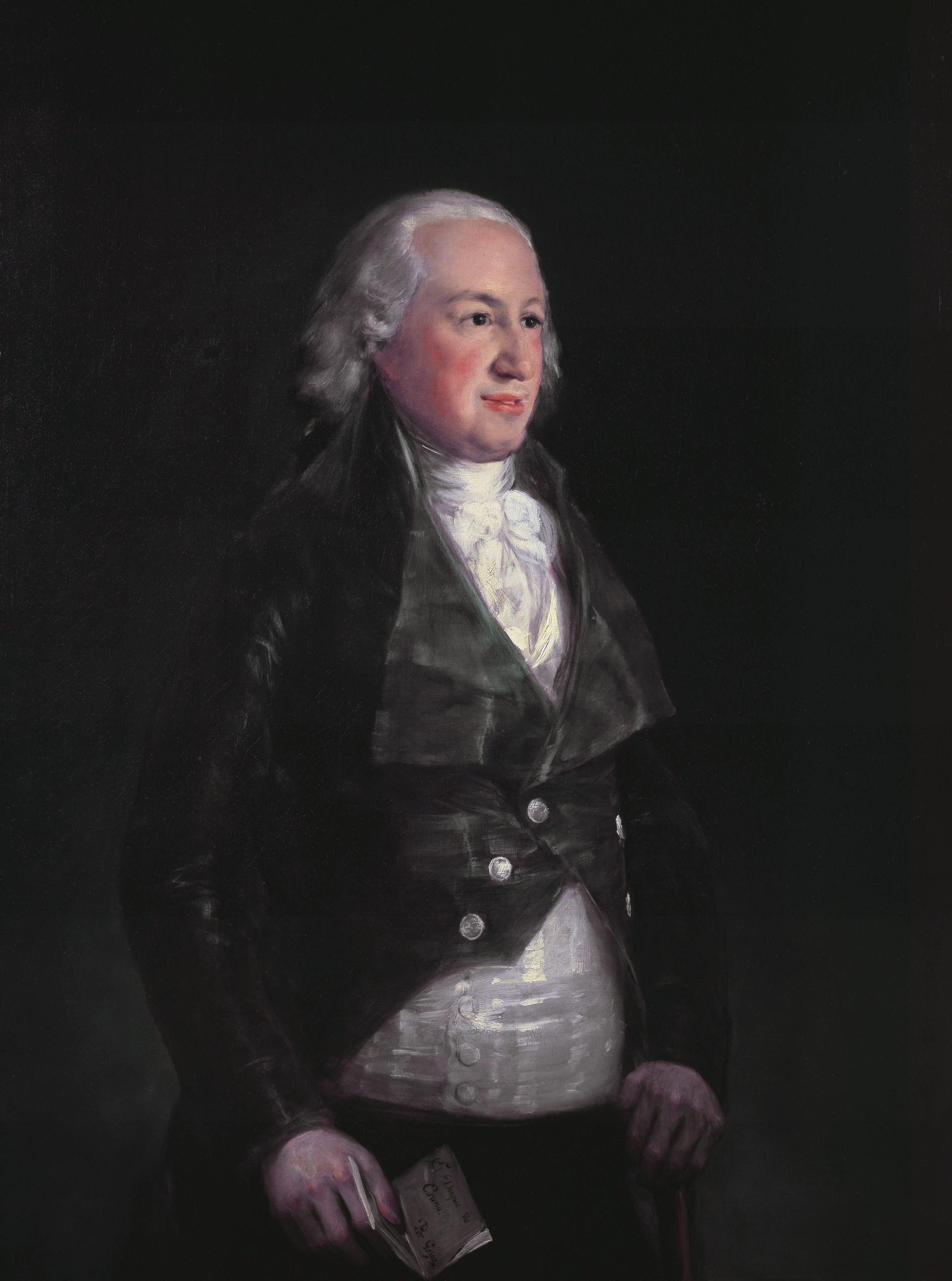
Pedro de Alcántara Téllez-Girón y Beaufort Spontin, XVII conte di Saldaña.

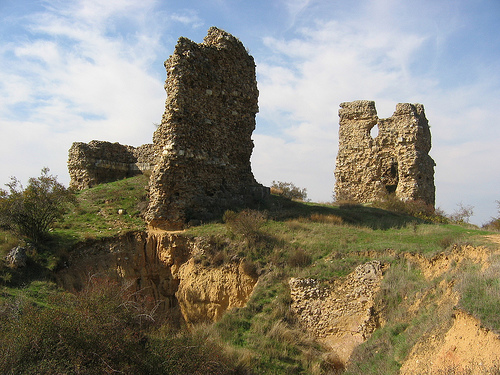
Castillo de Saldaña, X secolo, ricostruito nel XV secolo dal duca dell'Infantado. Attualmente in rovina.

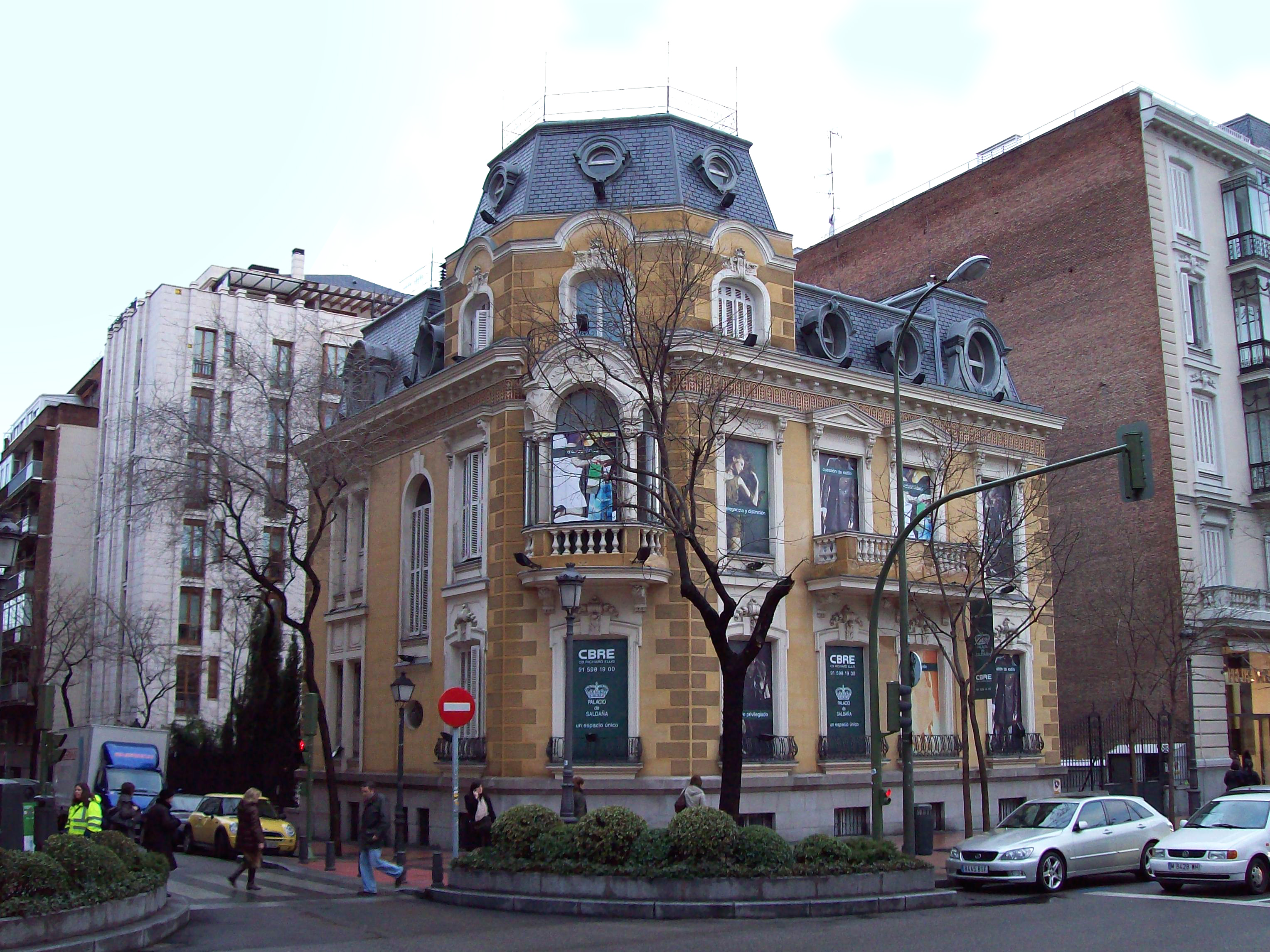
Palazzo di Saldaña, a Madrid.

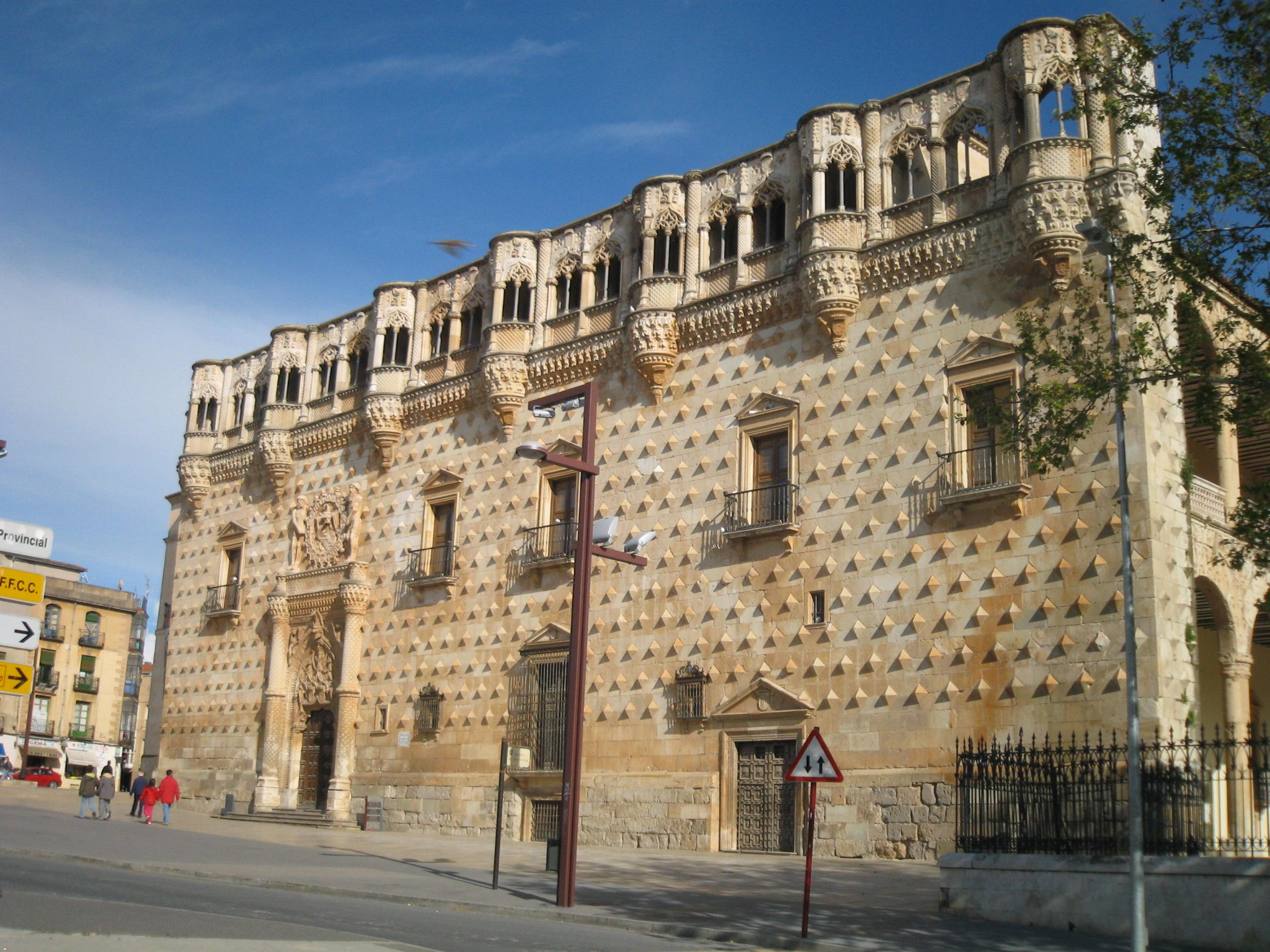
Palazzo dei duchi dell'Infantado, conti di Saldaña, a Guadalajara.

## Conti di Saldaña
|                                         | Titolare                                              | Periodo                             |
| Creazione da parte dei Re Cattolici     | Creazione da parte dei Re Cattolici                   | Creazione da parte dei Re Cattolici |
| --------------------------------------- | ----------------------------------------------------- | ----------------------------------- |
| I                                       | Juan López de Mendoza y Luna                          | 1479- ?                             |
| II                                      | Íñigo López de Mendoza y Luna                         | ? - ?                               |
| III                                     | Diego Hurtado de Mendoza y Luna                       |                                     |
| IV                                      | Íñigo López de Mendoza y Pimentel                     |                                     |
| V                                       | Diego Hurtado de Mendoza y Aragón                     |                                     |
| VI                                      | Íñigo López de Mendoza y Mendoza                      |                                     |
| VII                                     | Diego Hurtado de Mendoza y Enríquez de Cabrera        | morì in tenera età                  |
| VIII                                    | Ana de Mendoza y Enríquez de Cabrera                  |                                     |
| XI                                      | Luisa de Mendoza y Mendoza                            |                                     |
| X                                       | Rodrigo Díaz de Vivar Hurtado de Mendoza y Sandoval   |                                     |
| XI                                      | Catalina Hurtado de Mendoza y Sandoval                |                                     |
| XII                                     | Gregorio de Silva y Mendoza                           |                                     |
| XIII                                    | Juan de Dios de Silva y Mendoza de Haro               |                                     |
| XIV                                     | María Teresa Hurtado de Mendoza y Sandoval de la Vega |                                     |
| XV                                      | Pedro Alcántara de Toledo y Silva y Mendoza Pimentel  |                                     |
| XVI                                     | Pedro de Alcántara de Toledo y Salm-Salm              |                                     |
| XVII                                    | Pedro de Alcántara Téllez-Girón y Beaufort Spontin    |                                     |
| XVIII                                   | Mariano Téllez-Girón y Beaufort Spontin               |                                     |
| Riabilitazione di Alfonso XIII nel 1893 |                                                       |                                     |
| XIX                                     | Andrés Avelino de Arteaga y Silva, Mendoza y Sandoval | 1893-1915                           |
| XX                                      | Joaquín de Arteaga y Echagüe                          | 1916-1947                           |
| XXI                                     | Íñigo de Arteaga y Falguera                           | 1948-1997                           |
| XXII                                    | Íñigo de Arteaga y Martín Falguera y Santiago Concha  | 1997-2002                           |
| XXIII                                   | Íñigo de Arteaga y del Alcazar                        | 2002-2012                           |

## Storia dei conti di Saldaña
Riabilitazione del 1893:
- Andrés Avelino de Arteaga Lazcano y Silva (1833-1915), XIX conte di Saldaña, XVI duca dell'Infantado, XIV marchese di Cea, XIV marchese di Guadalest, XIV marchese di La Guardia, XIII marchese di Estepa, XII marchese di Armunia, XI marchese di Ariza, VI marchese di Argüeso, VI marchese di Valmediano, XVII marchese di Santillana, XVI conte del Real di Manzanares, IX conte di Santa Eufemia, IV conte di Corres e X conte della Monclova.

Ammiraglio di Aragona, successe a suo zio paterno per Decreto Reale del 12 luglio 1864.
1. Si sposò con María de Belén Echagüe y Méndez de Vigo, figlia di Rafael Echagüe y Bermimgham, I conte del Serrallo. Gli succedette suo figlio:

- Joaquín de Arteaga y Echagüe (1870-1947), XX conte di Saldaña, XIII marchese di Armunia, XVII duca dell'Infantado, XII marchese di Ariza, XIV marchese di Estepa, XVIII marchese di Santillana, X marchese di Laula (per riabilitazione in suo favore del 1913), X marchese di Monte de Vay (per riabilitazione del 1913), XII marchese di Vivola, XVI marchese di Cea, VII marchese di Valmediano, XI marchese della Eliseda (per riabilitazione in suo favore del 1921), V conte di Corres, XI conte della Monclova, XI conte di Santa Eufemia, XVIII conte del Real di Manzanares, conte del Cid.

1. Si sposò con Isabel Falguera y Moreno, III Contessa di Santiago. Gli succedette suo figlio:

- Íñigo de Loyola de Arteaga y Falguera (1905-1987), XXI conte di Saldaña, XIV marchese di Armunia, XVIII duca dell'Infantado, XIV duca di Francavilla, XIX marchese di Santillana, XIII marchese di Ariza, XV marchese di Estepa, XI marchese di Monte de Vay, XIII marchese di Vivola, XVII marchese di Cea, VIII marchese di Valmediano, VI conte di Corres, XII conte di Santa Eufemia, XII conte della Monclova, XIX conte del Real di Manzanares, XV conte del Cid, IV conte del Serrallo.

1. Si sposò con Ana Rosa Martín y Santiago-Concha, figlia di Antonio Martín y Montís, III marchese di Linares.
2. Si sposò con María Cristina de Salamanca y Caro, VII contessa di Zaldívar. Senza discendenza. Gli successe il figlio avuto dal suo primo matrimonio:

- Íñigo de Arteaga y Martín (1941-2002), XXII conte di Saldaña, XIX Duca dell'Infantado,  XV marchese di Armunia, XX marchese di Santillana, XIV marchese di Ariza, XX conte del Real di Manzanares, XII conte della Monclova, VII conte di Corres, XVIII marchese di Cea, IX marchese di Valmediano.

1. Si sposò con Almudena del Alcazar y Armada, figlia di Juan Bautista del Alcazar y de la Victoria, VII conte degli Acevedos e di Rafaela Armada y Ulloa, figlia del VII conte di Revillagigedo.
2. Si sposò con Carmen Castelo Bereguiain. Gli succedette suo figlio:

- Íñigo de Arteaga y del Alcázar (2002-2012), XXIII conte di Saldaña, marchese di Távara.